# Artemidor Corneli
Artemidor Corneli (en llatí Artemidorus Cornelius) era un metge grec nascut a Perge a la Pamfília, o segons algunes edicions de Ciceró a Pèrgam, a Mísia.
Va ser un dels agents de Verres al que va ajudar en el seu robatori al temple de Diana a Perge quan Verres era legat de  Gneu Dolabel·la a Cilícia l'any 79 aC i després a Sicília durant el seu període de pretor entre el 72 aC i el 69 aC, on va exercir com un dels jutges (recuperatores) al cas de Nimfo. Es creu que el seu nom original era Artemidor i era esclau i després llibert de Gneu Dolabel·la i va agafar el nom de Corneli. Ciceró l'esmenta com Cornelius medicus en un lloc, com Artemidorus Pergacus en un altre, i Artemidorus Cornelius en un tercer, passatges que són clars que es refereixen sempre al mateix personatge.